# Пахаро-Дюнс (Каліфорнія)
Пахаро-Дюнс (англ. Pajaro Dunes) — переписна місцевість (CDP) в США, в окрузі Санта-Крус штату Каліфорнія. Населення — 122 особи (2020).

## Географія
Пахаро-Дюнс розташоване за координатами 36°52′6″ пн. ш. 121°48′21″ зх. д. / 36.86833° пн. ш. 121.80583° зх. д. (36.868238, -121.805696).  За даними Бюро перепису населення США в 2010 році переписна місцевість мала площу 6,70 км², з яких 6,64 км² — суходіл та 0,07 км² — водойми.

## Демографія
Згідно з переписом 2010 року, у переписній місцевості мешкали 144 особи в 53 домогосподарствах у складі 34 родин. Густота населення становила 21 особа/км².  Було 567 помешкань (85/км²).
Расовий склад населення:
| - 63,9 % — білих - 4,2 % — азіатів - 31,3 % — осіб інших рас |

До двох чи більше рас належало 0,7 %. Частка іспаномовних становила 37,5 % від усіх жителів.
За віковим діапазоном населення розподілялося таким чином: 26,4 % — особи молодші 18 років, 60,4 % — особи у віці 18—64 років, 13,2 % — особи у віці 65 років та старші. Медіана віку мешканця становила 45,0 року. На 100 осіб жіночої статі у переписній місцевості припадало 75,6 чоловіків;  на 100 жінок у віці від 18 років та старших — 86,0 чоловіків також старших 18 років.
За межею бідності перебувало 21,6 % осіб, у тому числі 0,0 % дітей у віці до 18 років та 0,0 % осіб у віці 65 років та старших.
Цивільне працевлаштоване населення становило 149 осіб. Основні галузі зайнятості: сільське господарство, лісництво, риболовля — 27,5 %, освіта, охорона здоров'я та соціальна допомога — 24,8 %, роздрібна торгівля — 23,5 %.